# Jules Hulsmans
Jules Guillaume Hulsmans (Hasselt, 29 september 1898) was een Belgisch moderne vijfkamper.

## Levensloop
Hulsmans nam deel aan de Olympische Zomerspelen van 1924 te Parijs. Hij werd er 35e in het eindklassement van de moderne vijfkamp.